# Zilla macroptera
Zilla macroptera Coss. – gatunek roślin należący do rodziny kapustowatych. Występuje naturalnie w Afryce Północnej.

## Rozmieszczenie geograficzne
Występuje endemicznie w południowych częściach Maroka i Algierii. Według innych źródeł także w Libii.

## Systematyka
Pozycja systematyczna według APweb (aktualizowany system APG III z 2009)
Należy do rodziny kapustowatych (Brassicaceae), rzędu kapustowców (Brassicales), kladu różowych (rosids) w obrębie okrytonasiennych (Magnoliophyta).